# Suss Microtec
Suss Microtec é uma companhia alemã e que fabrica equipamentos e processos para o mercado de semicondutores, nanotecnologia, microssistemas, sistemas microeletromecânicos, sistemas para a limpeza e processamento de fotomáscaras e mercados relacionados.
A empresa opera através dos seguintes segmentos: Soluções Avançadas de Back-end, Soluções de Fotomáscara e Funções do Grupo Central.
Ela atua na Europa, Oriente Médio, África, América do Norte e Ásia-Pacífico.
A maior parte do faturamento vem da região da Ásia-Pacífico e depois vem os países da EMEA.
Foi fundada em 1949 e sua sede fica na cidade de Garching na Alemanha.

## História
Em 1949, Karl Süss fundou a Karl Süss KG e, como representante de vendas da Baviera, assumiu a distribuição de equipamentos ópticos (microscópios, câmeras e equipamentos de laboratório) da Ernst Leitz GmbH. Com o tempo, a empresa mudou de uma empresa de vendas pura com cinco funcionários para um fabricante contratado.
Um pedido da Siemens em 1963 para o desenvolvimento de um dispositivo de fotolitografia simples lançou as bases para a orientação posterior da empresa e o primeiro passo na indústria de semicondutores. Essa ordem envolvia pequenas mesas de medição com microscópios estéreo colados. Em 1963, a Süss desenvolveu o protótipo do primeiro alinhador de máscara MJB3 para a Siemens.
Em 1968, a empresa transferiu a sua produção e 30 colaboradores para Garching.
Com o desenvolvimento da indústria de semicondutores, a SUSS Microtec começou a fabricar riscadores de diamante e revestidores de rotação. O primeiro alinhador de máscara que permitia a exposição de dupla face foi desenvolvido em 1974. A Süss Microtec, cujo nome já era sinônimo de fotolitografia no setor de pesquisa e desenvolvimento, agora também se concentra em clientes da indústria de manufatura. Em 1975, o MJB55 foi desenvolvido como o primeiro alinhador de máscara para produção em massa.
Na década de 1980, o trabalho da empresa no exterior começou com uma fábrica em Vermont, Estados Unidos. Em 1983, uma subsidiária asiática foi fundada na Tailândia, seguida por outros escritórios de vendas no Japão, China e Taiwan. A SUSS Microtec estava se preparando para a produção de equipamentos de ligação (Bonders). Além disso, a empresa fez uma incursão no campo da litografia de passo de raios-X. Uma fábrica para a produção de sondas foi inaugurada em Dresden.
Em 1989, lançou seu primeiro equipamento de união de substratos. Esses sistemas são fundamentais para a integração de materiais distintos com superfícies estruturadas. Já em 1993, a empresa amplia sua linha de produtos com a inclusão dos bonders para dispositivos.
Em 1994, o fundador Karl Süss e seu filho mais velho, Ekkehard Süss, falecem com pouco tempo de intervalo, o que leva a uma reestruturação interna. Em 1999, a empresa passa a ter capital aberto. A família Süss continua participando da governança por meio do Dr. Winfried Süss, filho de Karl, que assume uma posição no conselho consultivo. Dois anos depois, todas as unidades legais da companhia adotam oficialmente o nome SUSS, refletindo a nova configuração corporativa.
Em 2001, se tem a criação da SUSS MicroOptics e a entrada no setor de micro-óptica contribuíram para ampliar as soluções em litografia.
Em julho de 2007, a companhia vendeu sua linha de bonders para dispositivos e, dois anos depois, também se desfez da divisão de probers. Em contrapartida, a expansão para o mercado asiático foi reforçada com a inauguração de filiais em Singapura e na Coreia do Sul.
Em janeiro de 2010, a SUSS integrou ao seu grupo a Hamatech APE, fornecedora de soluções para o tratamento de fotomáscaras por 4,5 milhões de euros. Ainda nesse ano, a nova planta industrial em Sternenfels, recentemente adquirida e que passou a concentrar a fabricação dos bonders de substrato, que antes eram produzidos em Waterbury, nos Estados Unidos. Com isso, os sistemas de coating, união de substratos e processamento de fotomáscaras passaram a ser desenvolvidos em um único local, estabelecendo esse polo como um centro especializado em tecnologias de processamento úmido.
Em março de 2012, a aquisição da Tamarack Scientific adicionou ao portfólio da empresa tecnologias avançadas de laser aplicadas à microestruturação, fortalecendo ainda mais sua atuação em litografia.
Com o avanço acelerado da digitalização e o consequente aumento da demanda por soluções de microestruturação, a SUSS ampliou sua capacidade produtiva em 2020 ao expandir sua unidade em Taiwan. Uma nova planta de manufatura foi adicionada ao centro de vendas e assistência técnica, que operava no país desde 2001. No mesmo ano, o portfólio tecnológico da empresa foi reforçado com a incorporação da PiXDRO, uma divisão de impressão a jato de tinta da empresa especializada em energia solar suíça Meyer Burger.
Já em 2024, a SUSS vendeu a sua divisão de micro-óptica para a empresa chinesa Focuslight Technologies, a operação de venda ocorreu devido à limitada complementaridade entre os componentes micro-ópticos e os equipamentos para semicondutores oferecidos pela SUSS.

## Aplicações
Os produtos feitos pela Suss Microtec são muito utilizados na indústria sensores e sistemas microeletromecânicos (MEMS), eletrônicos de consumo (como telefones celulares, câmeras, etc.), engenharia mecânica e de instalações, tecnologia de controle e medição, processadores, tecnologia de laboratório, tecnologia médica, automotiva, aeroespacial e aplicações de segurança.